# دينيس بلاندل
دينيس بلاندل هو محامي ودبلوماسي وسياسي نيوزيلندي، ولد في 29 مايو 1907 في ويلينغتون في نيوزيلندا، وتوفي في 24 سبتمبر 1984 في تاونسفيل في أستراليا. انتخب حاكم عام نيوزيلندا.